# Economia da Região Centro-Oeste do Brasil
A Região Centro-Oeste do Brasil apresenta população urbana relativamente numerosa. No meio rural, porém, predominam densidades demográficas muito baixas,  o que indica que a pecuária extensiva é a atividade mais importante. A agricultura comercial,  por sua vez, vem ganhando grande destaque nos últimos anos e superará o extrativismo mineral e vegetal.
Sua participação no Produto Interno Bruto brasileiro foi 10,2% em 2016, atrás da Região Sudeste (53,1% de participação no PIB), Região Sul (17,0% de participação no PIB), e da Região Nordeste (14,4% de participação no PIB). Já no PIB per capita (ou seja, o PIB por habitante), é hoje a região mais rica do país, com a média de R$ 44.486,34 por habitante, contra médias de R$ 36 mil da Região Sul e R$ 34 mil da região Sudeste.

## Setores

### Setor primário

#### Agricultura

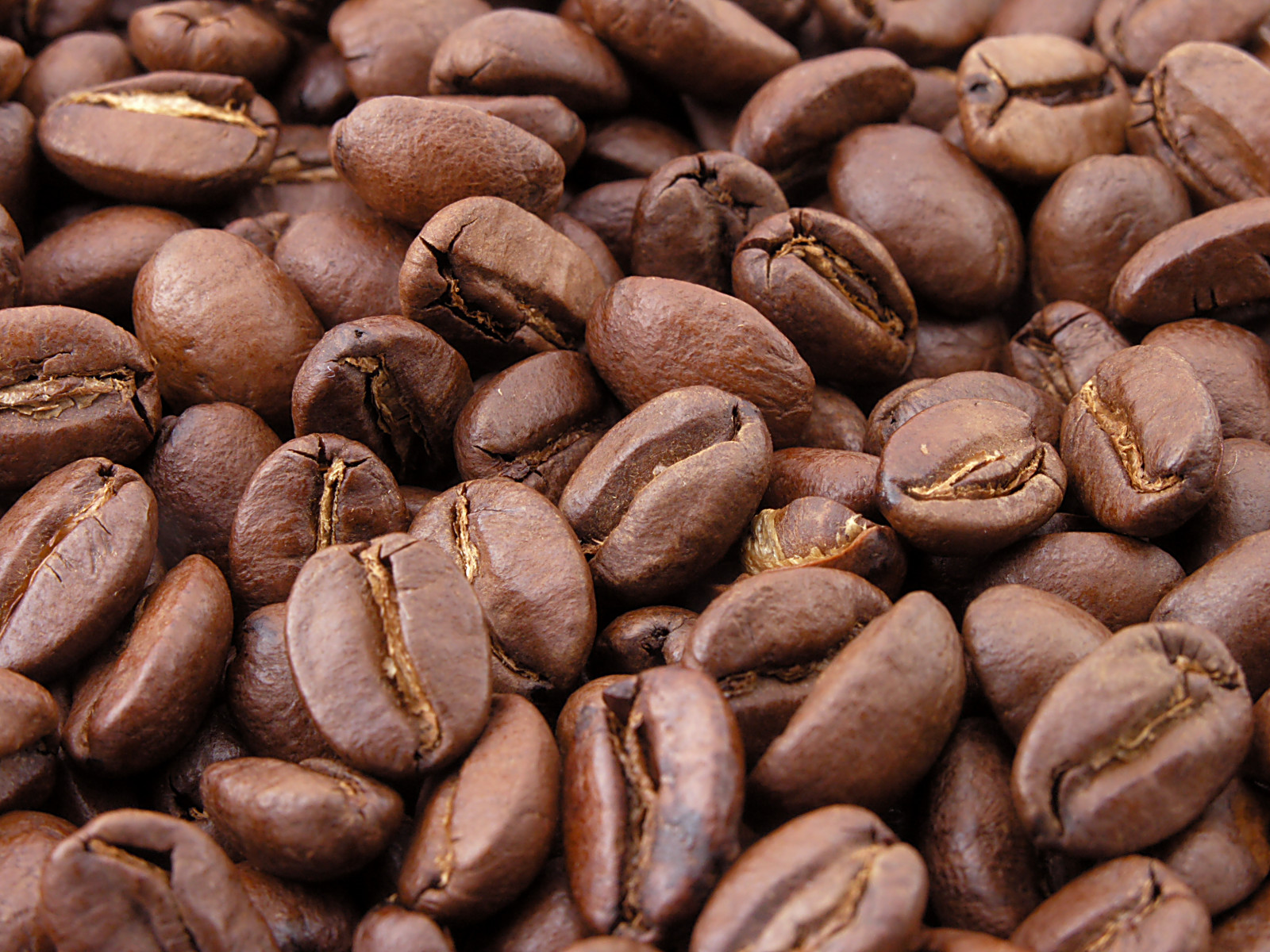
Muitos cultivos, antes restritos às regiões Sul e Sudeste, mostram-se promissores em áreas do Centro-Oeste. É o caso da soja, do trigo e do café. Na fotografia, aparecem os grãos torrados de Coffea arabica.

A agricultura de subsistência, com o cultivo de milho, mandioca, abóbora, feijão e arroz, através de técnicas primitivas, sempre se constituiu em atividade complementar à pecuária e ao extrativismo. O crescimento populacional que vem caracterizando a região, a melhoria das vias de comunicação e o mercado consumidor sempre expressivo do Sudeste têm aumentado muito o desenvolvimento da agricultura comercial.
O Centro-Oeste produz 46% dos cereais, leguminosas e oleaginosas do país: 111,5 milhões de toneladas em 2020.
O Mato Grosso lidera como maior produtor nacional de grãos do país, com uma participação de 28,0%, com Goiás (10,0%) em 4º lugar, e Mato Grosso do Sul (7,9%) em 5º lugar.
Mato Grosso é o maior produtor de soja do Brasil, com 26,9% do total produzido em 2020 (33,0 milhões de toneladas), e o 3º maior produtor de feijão, com 10,5% da produção brasileira. O Brasil é o maior produtor de soja do mundo, com 120 milhões de toneladas colhidas em 2019.
Goiás é o 2º maior produtor de cana-de-açúcar do país, 11,3% da produção nacional, com 75,7 milhões de toneladas colhidas na safra 2019/20. Mato Grosso do Sul está em quarto lugar, com cerca de 49 milhões de toneladas colhidas. O Mato Grosso colheu 16 milhões de toneladas, estando em 6º lugar.
Goiás e Minas Gerais respondem por 74,8% da produção brasileira de sorgo. Goiás tem a liderança nacional: produziu 44% da produção brasileira da cultura no ciclo 2019/2020, com safra de 1,09 milhão de toneladas.
Em 2017, o Mato Grosso era o maior produtor de milho do país; em quarto lugar, Goiás. O Brasil é o 2º maior produtor de milho do mundo, com 107milhões de toneladas colhidas em 2019.
O Mato Grosso é também o maior produtor de algodão do Brasil, com cerca de 65% da produção nacional (1,8 dos 2,8 milhões de toneladas colhidos no país). Goiás está em 4º lugar.
Goiás também é o líder na produção brasileira de tomate: em 2019 produziu mais de 1,2 milhão de toneladas, um terço da produção total do país.
Muitos cultivos, antes restritos às regiões Sul e Sudeste, mostram-se promissores em áreas do Centro-Oeste. É o caso do trigo e do café.
As áreas agrícolas de maior expressão no Centro-Oeste são:
Goiás e Mato Grosso
- O "Mato Grosso do sul e o de Goiás", área de solos férteis localizada no sudeste de Goiás, que é destacado centro produtor de arroz, algodão, café, milho e soja;
- O Vale do Paranaíba, no extremo sul de Goiás, onde solos de solos vermelhos favorecem o desenvolvimento agrícola de municípios como Itumbiara e Goiatuba, com o cultivo de algodão, amendoim e principalmente arroz;
- Área do cerrado, abrange terras nas quais se pratica, em grandes propriedades, a pecuária extensiva de bovinos, com destaque para os estados de Goiás e Mato Grosso, que juntos abrigam 15% do rebanho nacional. Também se criam equinos, porém em menor proporção;
- O Nortão Mato-Grossense, região com de maior produção de milho, soja e algodão do Brasil, com destaque para a cidade de Sorriso, maior produtor de soja individual do mundo.

Mato Grosso do Sul
- A Região de Campo Grande e Dourados destacam-se as produções de soja, milho, amendoim e trigo;
- O Bolsão produz açúcar, soja e milho
- O sul de Mato Grosso do Sul, região que se caracteriza pela produção de soja, arroz, café, algodão, milho e, recentemente, até mesmo trigo.
- Pantanal, tradicional área pecuarista, onde se pratica uma pecuária ultra-extensiva de baixa qualidade, com numerosos rebanhos de bovinos e bufalinos.

Outras áreas
Há outras áreas que se destacam. Ao longo da Rodovia Belém-Brasília, próximo a Campo Grande e a oeste de Brasília, novas áreas agrícolas se destacam, valorizadas por incentivos fiscais do governo, criação de condições de armazenamento, técnicas de controle da erosão, abertura de novas estradas e assistência técnica e financeira ao agricultor. Novos conceitos de agronomia e introdução de modernas técnicas de recuperação do solo têm tornado extremamente otimistas as perspectivas de cultivo nas vastas extensões de cerrado que recobrem o Centro-Oeste, antes pouco valorizadas e utilizadas apenas para a pecuária.

#### Pecuária

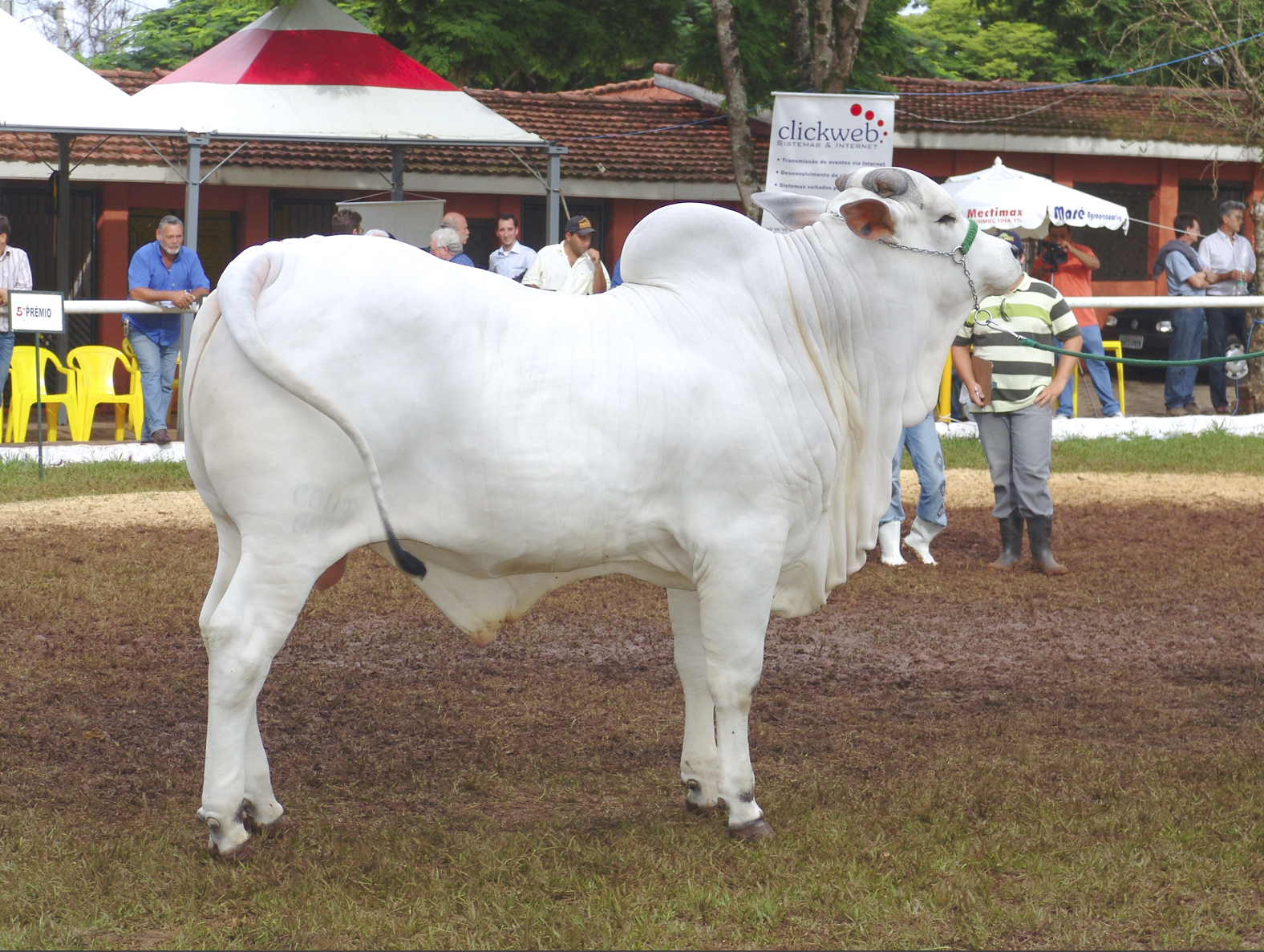
A pecuária de corte é a atividade econômica mais importante da Região Centro-Oeste do Brasil. Na fotografia, um touro da raça Nelore.

Possuindo em média mais de quatro cabeças de gado para cada habitante, o Centro-Oeste dispõe de um enorme rebanho, destacando-se o gado bovino, criado geralmente solto, o que caracteriza a pecuária extensiva. Esse tipo de criação dificulta o aproveitamento do leite e, assim, praticamente todo o rebanho é destinado ao corte e absorvido pelo mercado consumidor paulista e pelos frigoríficos do oeste do estado de São Paulo. Apenas no sul da região é que a pecuária leiteira apresenta maior expressão, sobretudo em áreas mais urbanizadas e que dispõem de uma boa rede de transportes, facilitando a comercialização da produção. Parte do leite é industrializado por laticínios da própria região e do Sudeste.
A vegetação do cerrado não é de boa qualidade para a alimentação animal e por isso os rebanhos têm baixo rendimento, produzindo pouca carne. Para contornar esse problema, recorre-se às chamadas invernadas, fazenda de engorda onde o gado passa um período para ganhar peso. Embora o gado seja abatido em Mato Grosso, as invernadas estão localizadas geralmente em Minas Gerais e São Paulo.
As áreas de campo do Pantanal, o cerrado próximo à Campo Grande e da parte sul de Goiás constituem as áreas de maior importância na região, onde, inclusive, se desenvolvem muitas pastagens artificiais. Essa atividade econômica enfrenta sérios problemas na área do Pantanal, onde as cheias frequentes forçam a entrada do gado para áreas mais altas. Recentemente, importantes áreas de pecuária têm sido implantadas ao longo das rodovias que ligam o Centro-Oeste à Região Norte.
Além dos bovinos, que representam 80% dos rebanhos do Centro-Oeste, destaca-se ainda o rebanho suíno, em Goiás.
No rebanho bovino, o Brasil tinha quase 215 milhões de cabeças de gado em 2017. O Centro Oeste tinha 74 milhões de cabeças, 34,5% do total brasileiro, sendo a região líder no país. Acerca da carne suína, o Brasil tinha quase 42 milhões de suínos em 2017. O Centro-Oeste tinha quase 15% do total (6,2 milhões). Já na avicultura, o Brasil tinha em 2017 o total de 1,4 bilhão de galináceos. O Centro-Oeste tinha 12,2% do total (172 milhões). Na produção de leite, o Brasil produziu 33,5 bilhões de litros em 2017. O Centro-Oeste produziu 12% do total (quase 4 bilhões de litros). Na produção de ovos, o Brasil produziu 4,2 bilhão de dúzias em 2017. O Centro-Oeste produziu 11,6% (489 milhões de dúzias).

#### Extrativismo
Extrativismo mineral

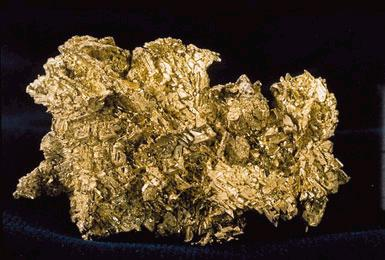
O ouro é um dos produtos econômicos mais importantes da Região Centro-Oeste do Brasil, ao lado do diamante e do ferro.

As riquezas minerais da região centro - oeste são ainda mal conhecidas, mas mesmo assim a região se projeta como possuidora de excelentes reservas de ferro, manganês, níquel, cristal de rocha, ouro e diamante. O ferro e o manganês são encontrados em um grande bloco de rochas cristalinas, o Maciço do Urucum, que aflora em plena horizontalidade da Planície do Pantanal, em Mato Grosso do Sul. Embora abundantes, essas reservas são de baixa qualidade. Destinam-se ao abastecimento da usina siderúrgica Sobrás, em Corumbá, e o excedente é exportado para os Estados Unidos, Argentina e Uruguai. O cristal de rocha aparece em Goiás e também é destinado à Sobrás e à exportação, principalmente para o Japão. Em Goiás é encontrado ainda o níquel, enquanto o ouro e o diamante são extraídos, através do garimpo, principalmente em Mato Grosso.
Extrativismo vegetal

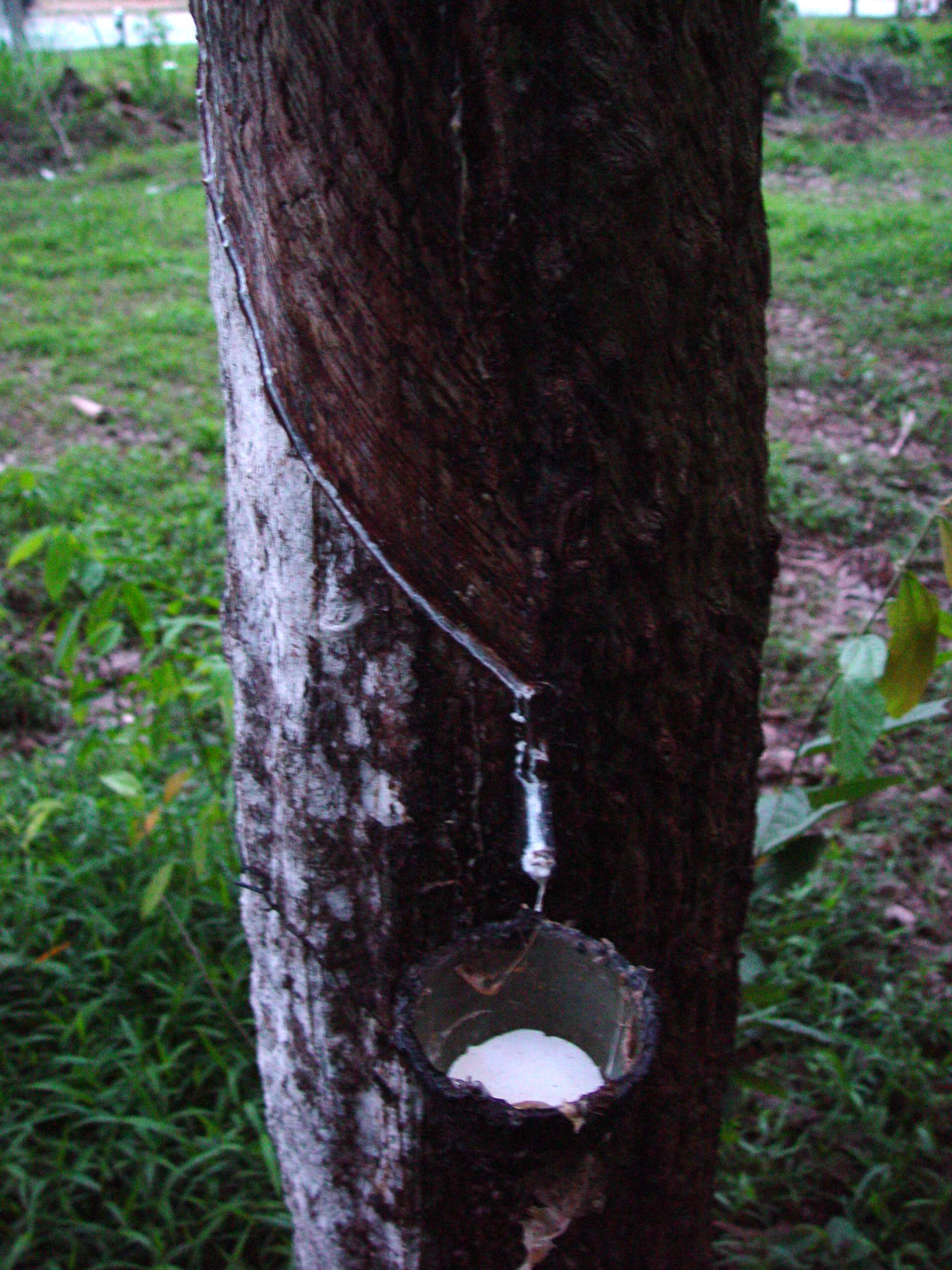
Coleta do latex da seringueira

O extrativismo vegetal é uma atividade econômica importante sobretudo em áreas mais distantes dos grandes centros. Da imensa Floresta Amazônica, que recobre a parte norte da região, extrai-se borracha e madeiras de lei, como mogno, cedro, imbuia e outras. No sudoeste de Mato Grosso extraem o angico e a poaia, cujas raízes fornecem matéria-prima para a indústria farmacêutica; no Pantanal, a espécie de maior aproveitamento é o quebracho, do qual se extrai o tanino, utilizado no curtimento do couro; e no sul de Mato Grosso do Sul alternam-se o extrativismo vegetal e plantações de erva-mate.
Extrativismo animal

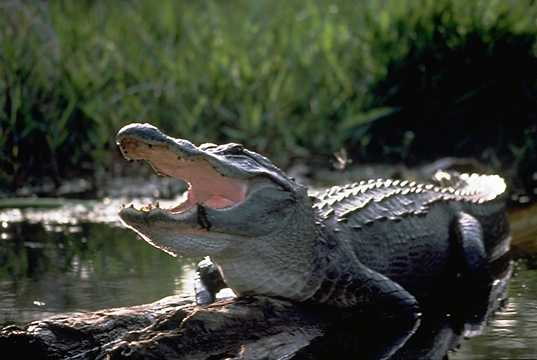
O jacaré é uma das vítimas da caça predatória.

O extrativismo animal, representado pela caça, não possui expressão comercial regular e oficializada. Entretanto, praticam-se intensamente as atividades extrativas ilegais. A caça predatória tem como conseqüência a matança indiscriminada de jacarés e a extinção de inúmeras outras espécies de aves e animais terrestres, ocasionando grave desequilíbrio ecológico na região.
Entre os animais mais dizimados estão: a garças, caçadas por causa de suas penas; as lontras e ariranhas, devido à grande procura de suas peles no exterior; e os jacarés, cuja pele é utilizada na fabricação de cintos, bolsas, calçados etc.
É também relevante a pesca de grandes peixes de água doce em importantes rios.

### Setor secundário

#### Indústria
O Centro-Oeste concentra 6% do PIB industrial do país.
Trata-se de uma atividade pouco significativa no Centro-Oeste. As indústrias mais expressivas são recentes, atraídas pela energia abundante fornecida pelas usinas do complexo de Urubupungá, no rio Paraná (Mato Grosso do Sul), de São Simão e Itumbiara, no rio Paranaíba, de Cachoeira Dourada (em Goiás) e outras menores. As indústrias mais importantes são as de produtos alimentícios, de minerais não-metálicos e a madeireira.
A área mais industrializada do Centro-Oeste estende-se de Goiânia a Brasília, englobando o município de Anápolis. Tem como destaque as indústrias alimentícia, têxtil, de produtos minerais e bebidas. Outros centros fabris importantes são Campo Grande (indústria alimentícia), Cuiabá (indústria alimentícia e de borracha), Corumbá, favorecida pela proximidade do Maciço do Urucum para a obtenção de matérias-primas minerais, Catalão e Rio Verde em Goiás e Três Lagoas (Mato Grosso do Sul), que sozinha será responsável por 0,15% do crescimento PIB brasileiro em 2007.
Goiás é o estado mais industrializado da região. O Distrito Agro-Industrial de Anápolis (DAIA) recebeu na última década diversas indústrias, principalmente de medicamentos e também a montadora de automóveis sul-coreana Hyundai. Catalão é sede de um importante polo minero-químico e metal-mecânico, com destaque para a montadora de automóveis Mitsubishi e a montadora de máquinas agrícolas John Deere. Rio Verde, Itumbiara, Jataí, Mineiros e Mozarlândia possuem importantes indústrias alimentícias. Uruaçu, Minaçu e Niquelândia têm indústrias de extração e processamento de minérios. Jaraguá é um polo da indústria de vestuário e Senador Canedo tem sua economia voltada para a indústria de calçado, de móveis e petroquímica.
No estado de Mato Grosso do Sul, as indústrias se baseiam no extrativismo mineral já que nessa região a concentração de minério de ferro é muito grande.
Além disso, em Três Lagoas, é de considerável vulto a produção de papel e celulose. Mato Grosso do Sul registrou crescimento acima da média nacional na produção de celulose, atingiu a marca de 1 milhão de hectares de eucalipto plantados, ampliou seu parque industrial do setor e se consolidou como o maior exportador do produto no país no primeiro quadrimestre de 2020. Entre os anos de 2010 a 2018 a produção sul-mato-grossense disparou em 308%, chegando a 17 milhões de metros cúbicos de madeira em tora para papel e celulose em 2018. Em 2019, Mato Grosso do Sul atingiu a liderança das exportações do produto no país, com 9,7 milhões de toneladas comercializadas: 22,20% do total brasileiro das exportações de celulose naquele ano.

#### Dados por Estado
Goiás tinha em 2017 um PIB industrial de R$ 37,1 bilhões, equivalente a 3,1% da indústria nacional. Emprega 302.952 trabalhadores na indústria. Os principais setores industriais são: Construção (25,6%), Alimentos (25,2%), Serviços Industriais de Utilidade Pública, como Energia Elétrica e Água (17,2%) e Derivados do Petróleo e Biocombustíveis (7,4%) e Químicos (3,7%). Estes 5 setores concentram 79,1% da indústria do estado.
Mato Grosso do Sul tinha em 2017 um PIB industrial de R$ 19,1 bilhões, equivalente a 1,6% da indústria nacional. Emprega 122.162 trabalhadores na indústria. Os principais setores industriais são: Serviços Industriais de Utilidade Pública, como Energia Elétrica e Água (23,2%), Construção (20,8%), Alimentos (15,8%), Celulose e Papel (15,1%) e Derivados do Petróleo e Biocombustíveis (12,5%). Estes 5 setores concentram 87,4% da indústria do estado.
Mato Grosso tinha em 2017 um PIB industrial de R$ 17,0 bilhões, equivalente a 1,4% da indústria nacional. Emprega 141.121 trabalhadores na indústria. Os principais setores industriais são: Construção (32,0%), Alimentos (27,9%), Serviços Industriais de Utilidade Pública, como Energia Elétrica e Água (18,6%), Bebidas (4,5%) e Derivados do Petróleo e Biocombustíveis (3,9%). Estes 5 setores concentram 86,9% da indústria do estado.
O Distrito Federal tinha em 2017 um PIB industrial de R$ 8,4 bilhões, equivalente a 0,7% da indústria nacional. Emprega 82.163 trabalhadores na indústria. Os principais setores industriais são: Construção (53,4%), Serviços Industriais de Utilidade Pública, como Energia Elétrica e Água (22,2%), Alimentos (7,2%), Bebidas (6,0%) e Minerais não-metálicos (3,0%). Estes 5 setores concentram 91,8% da indústria da unidade federativa.

#### Usinas hidrelétricas integradas ao SIN
| # | Usina hidrelétrica                    | Rio             | Bacia              | Sub-bacia     | Estado | Potência instalada | Início de operação | Proprietário ou acionistas     | Observação            |
| - | ------------------------------------- | --------------- | ------------------ | ------------- | ------ | ------------------ | ------------------ | ------------------------------ | --------------------- |
|   | Ilha Solteira                         | Rio Paraná      | Paraná             | Paraná        | SP MS  | 3444 MW            | 1973               | CTG Brasil                     | ex-CESP               |
|   | Itumbiara                             | Rio Paranaíba   | Paraná             | Paranaíba     | MG GO  | 2082 MW            | 1980               | Furnas                         |                       |
|   | Teles Pires                           | Rio Teles Pires | Amazônica          | Tapajós       | MT PA  | 1819,8 MW          | 2015               | Neoenergia, Eletrosul, Furnas  | Operada por consórcio |
|   | São Simão                             | Rio Paranaíba   | Paraná             | Paranaíba     | MG GO  | 1710 MW            | 1978               | SPIC Brasil                    |                       |
|   | Jupiá (Eng. Souza Dias)               | Rio Paraná      | Paraná             | Paraná        | SP MS  | 1551,2 MW          | 1969               | CTG Brasil                     | ex-CESP               |
|   | Porto Primavera (Eng. Sérgio Motta)   | Rio Paraná      | Paraná             | Paraná        | SP MS  | 1540 MW            | 1999               | CESP                           |                       |
|   | Serra da Mesa                         | Rio Tocantins   | Araguaia-Tocantins | Tocantins     | GO     | 1275 MW            | 1998               | CPFL, Furnas                   | Operada por consórcio |
|   | Emborcação                            | Rio Paranaíba   | Paraná             | Paranaíba     | MG GO  | 1192 MW            | 1982               | CEMIG                          |                       |
|   | São Manoel                            | Rio Teles Pires | Amazônica          | Tapajós       | MT PA  | 700 MW             | 2018               | EDP Brasil, CTG Brasil, Furnas | Operada por consórcio |
|   | Cachoeira Dourada                     | Rio Paranaíba   | Paraná             | Paranaíba     | GO MG  | 658 MW             | 1959               | Enel Brasil                    |                       |
|   | Cana Brava                            | Rio Tocantins   | Araguaia-Tocantins | Tocantins     | GO     | 450 MW             | 2002               | Engie Brasil                   |                       |
|   | Sinop                                 | Rio Teles Pires | Amazônica          | Tapajós       | MT     | 401,88 MW          | 2019               | Eletronorte, CHESF             | Operada por consórcio |
|   | Corumbá I                             | Rio Corumbá     | Paraná             | Paranaíba     | GO     | 375 MW             | 1996               | Furnas                         |                       |
|   | Colíder                               | Rio Teles Pires | Amazônica          | Tapajós       | MT     | 300 MW             | 2019               | COPEL                          |                       |
|   | Dardanelos                            | Rio Aripuanã    | Amazônica          | Madeira       | MT     | 261 MW             | 2011               | Neoenergia, Eletronorte, CHESF | Operada por consórcio |
|   | Serra do Facão                        | Rio São Marcos  | Paraná             | Paranaíba     | GO     | 212,58 MW          | 2010               | Furnas                         | Operada por consórcio |
|   | Manso                                 | Rio Manso       | Paraguai           | Cuiabá        | MT     | 210 MW             | 2000               | Furnas                         | Operada por consórcio |
|   | Ponte de Pedra                        | Rio Correntes   | Paraguai           | Cuiabá        | MT MS  | 176,1 MW           | 2005               | Engie Brasil                   |                       |
|   | Itiquira I e II                       | Rio Itiquira    | Paraguai           | Cuiabá        | MT     | 157,37 MW          | 2002               |                                |                       |
|   | Cachoeira Couto de Magalhães          | Rio Araguaia    | Araguaia-Tocantins | Araguaia      | GO MT  | 150 MW             | (em construção)    | Energisa                       |                       |
|   | Corumbá IV                            | Rio Corumbá     | Paraná             | Paranaíba     | GO     | 127 MW             | 2006               | CEB                            | Operada por consórcio |
|   | Jauru                                 | Rio Jauru       | Paraguai           | Paraguai      | MT     | 121,5 MW           | 2003               | Queiroz Galvão Energia         |                       |
|   | Guaporé                               | Rio Guaporé     | Amazônica          | Madeira       | MT     | 120 MW             | 2003               | Energisa                       | Operada por consórcio |
|   | Salto                                 | Rio Verde       | Paraná             | Paranaíba     | GO     | 116 MW             | 2010               | CTG Brasil                     | Operada por consórcio |
|   | Queimado                              | Rio Preto       | São Francisco      | São Francisco | MG GO  | 105 MW             | 2004               | CEMIG, CEB                     |                       |
|   | Corumbá III                           | Rio Corumbá     | Paraná             | Paranaíba     | GO     | 96,48 MW           | 2009               | Neoenergia                     | Operada por consórcio |
|   | Salto Rio Verdinho                    | Rio Verde       | Paraná             | Paranaíba     | GO     | 93 MW              | 2010               | Votorantim Energia             |                       |
|   | Barra dos Coqueiros                   | Rio Claro       | Paraná             | Paranaíba     | GO     | 90 MW              | 2010               | Kinross Brasil                 | ex-Gerdau             |
|   | Foz do Rio Claro (Eng. Godoy Pereira) | Rio Claro       | Paraná             | Paranaíba     | GO     | 68,4 MW            | 2010               | Alupar                         | Operada por consórcio |
|   | Caçu                                  | Rio Claro       | Paraná             | Paranaíba     | GO     | 65 MW              | 2010               | Kinross Brasil                 | ex-Gerdau             |
|   | Batalha                               | Rio São Marcos  | Paraná             | Paranaíba     | GO     | 52,5 MW            | 2014               | Furnas                         |                       |
|   | Itumirim                              | Rio Corrente    | Paraná             | Paranaíba     | GO     | 50 MW              | (em construção)    |                                | Operada por consórcio |
|   | São Domingos                          | Rio Verde       | Paraná             | Paraná        | MS     | 48 MW              | 2013               | Eletrosul                      |                       |
|   | Espora                                | Rio Corrente    | Paraná             | Paranaíba     | GO     | 32 MW              | 2006               | J. Malucelli Energia           | Operada por consórcio |

### Setor terciário

#### Transportes

Sistema rodoviário brasileiro, com as rodovias duplicadas destacadas em vermelho

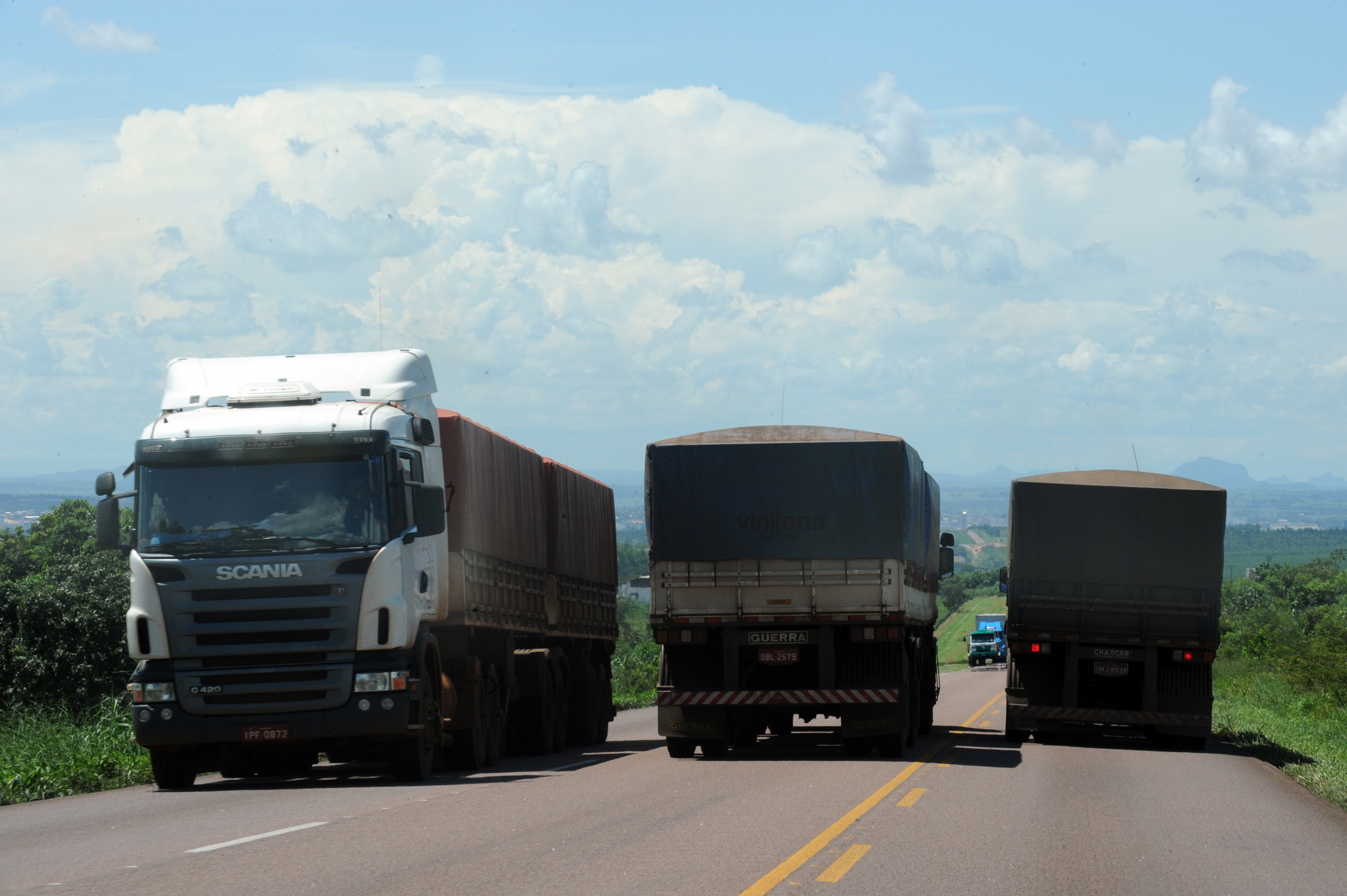
Caminhões transportando soja na BR-163 perto de Rondonópolis, quando a estrada ainda não era duplicada

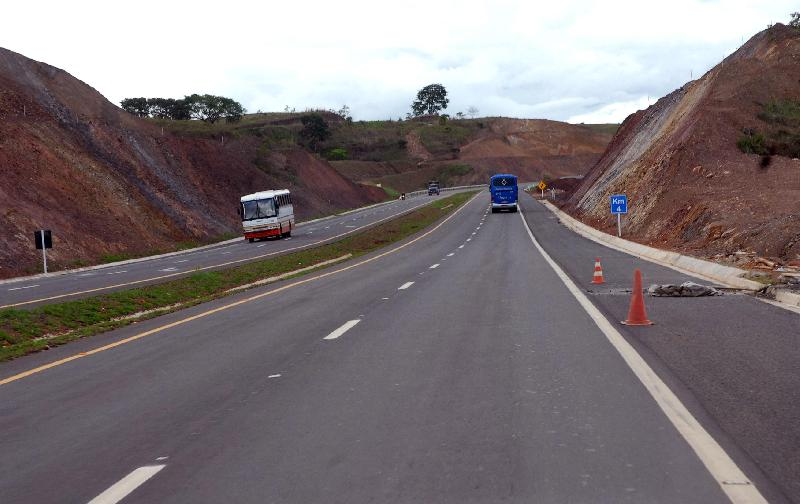
Trecho duplicado da BR-060 entre Goiânia e Anápolis

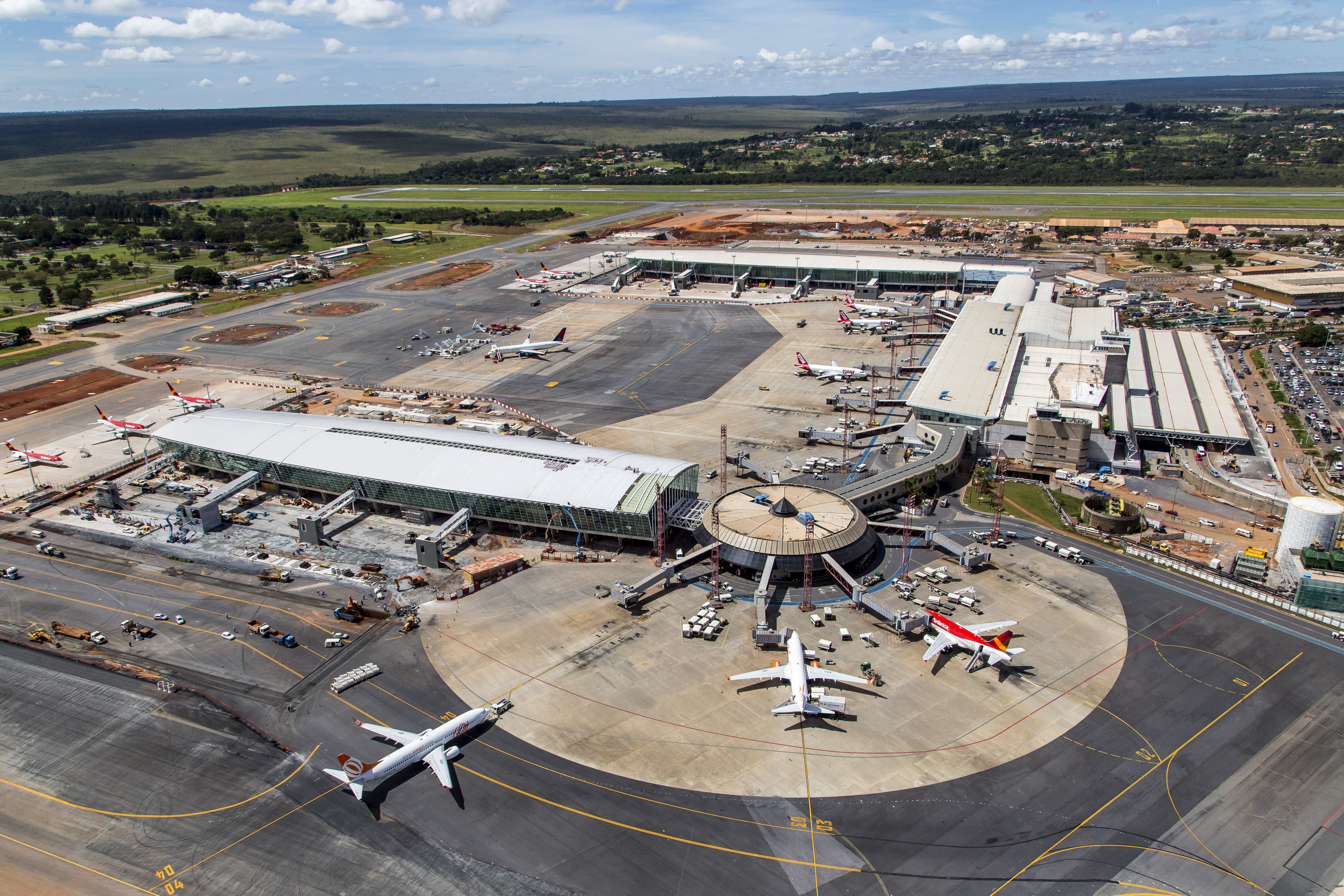
Aeroporto Internacional de Brasília

Situada no centro geográfico do Brasil, a Região Centro-Oeste possui uma rede de transportes pouco desenvolvida, mas em franca expansão, devido a seu desenvolvimento recente.
Manifesta os efeitos da política de transportes rodoviária típica do Brasil. Assim ganham destaque as ligações de Brasília com todas as outras capitais através de estradas imensas, como a Brasília-Acre e Belém-Brasília. Além dessas, temos a Cuiabá-Porto Velho, a Cuiabá-Santarém e a Transpantaneira, ligando Corumbá a Cuiabá e a muitos outros trechos do Pantanal Mato-grossense.
As principas rodovias da região são:
- A BR-364, que corta a região no sentido Leste-Oeste, ligando Mato Grosso e Goiás tanto ao Sudeste do país (e à portos como o Porto de Santos), quanto à Rondônia, Acre e aos portos do Peru via Estrada do Pacífico. Passa por cidades importantes como Cuiabá, Rondonópolis e Jataí, escoando a imensa produção de grãos e carne bovina da região;
- A BR-163 (Cuiabá-Santarém), que corta Mato Grosso do Sul e Mato Grosso no sentido Norte-Sul, ligando-os tanto ao Paraná e à fronteira com o Paraguai, quanto ao Rio Amazonas via estado do Pará, por consequência, aos portos da área de Santarém, que escoam a produção da agropecuária local. Futuramente, haverá a possibilidade de exportação pela rota do Corredor bioceânico, que ligará o Brasil aos portos do Chile, passando pelo Paraguai e o norte da Argentina. Passa por cidades importantes como Dourados, Campo Grande, Rondonópolis, Cuiabá, Lucas do Rio Verde e Sinop;
- A BR-262, que liga o Mato Grosso do Sul à São Paulo, Minas Gerais e por fim o Espírito Santo. Passa pelas cidades de Corumbá, Campo Grande e Três Lagoas;
- A BR-010 (Belém-Brasília), que liga Brasília e Goiás ao Tocantins e Pará;
- A BR-020, que liga Brasília e Goiás à Fortaleza-CE, passando pela Bahia e Piauí;
- A BR-040, que liga Brasília e Goiás ao Rio de Janeiro, passando por Minas Gerais;
- A BR-050, que liga Brasília e Goiás ao Porto de Santos, passando por Minas Gerais e São Paulo;
- A BR-060, que liga Brasília e Goiás à fronteira com o Paraguai, passando por Mato Grosso do Sul;
- A BR-070, que liga Brasília e Goiás à fronteira com a Bolívia, passando pelo Mato Grosso;
- A BR-153, que corta Goiás no meio no sentido Norte-Sul, ligando a região tanto ao Tocantins e Pará, quanto ao Sudeste e Sul do país, pelo interior;
- A BR-158, que corta o Centro-Oeste no meio no sentido Norte-Sul, ligando a região tanto à Marabá e Altamira, no Pará, quanto ao Rio Grande do Sul, passando por São Paulo, Paraná e Santa Catarina. Esta rodovia passa por todo o interior do Brasil;
- A MT-060 (Transpantaneira, rodovia turística que liga Cuiabá a Corumbá e a muitos outros trechos do Pantanal Mato-grossense).

O estado de Goiás possui a segunda melhor e mais conservada malha rodoviária do país, apenas atrás de São Paulo. Da década de 2000 para frente, o Governo Federal vem investindo na duplicação de rodovias no Centro-Oeste. Na BR-060, já há 521 km duplicados: o trecho entre Brasília e Goiânia foi totalmente duplicado em 2007, e entre Goiânia e Jataí foi duplicado em 2012. Na BR-153, o trecho entre Goiânia e Itumbiara, na divisa com Minas Gerais (208 km), foi duplicado em 2008. Na BR-050, trechos entre Catalão, Cristalina e a divisa GO-MG, de 218,5 km, tinham 184 km duplicados em janeiro de 2020, faltando 34,5 km a duplicar, dos quais 22,7 km seriam finalizados em 2020. No Mato Grosso, a rodovia entre Cuiabá e Rondonópolis (218 km) chegou a 85% de conclusão da duplicação em 2019. O transporte neste estado ainda é deficiente devido às grandes distâncias e ao seu desenvolvimento relativamente recente. No Mato Grosso do Sul houve sensível melhora das rodovias nos últimos 10 anos, principalmente as rodovias federais e próximas de Campo Grande.
Em termos de ferrovia, destaca-se a Ferrovia Norte Brasil, que estabelece a ligação com o Sudeste.
A Ferronorte interliga Mato Grosso ao Porto de Santos, em São Paulo. Conta com quatro terminais no estado: Alto Araguaia, Alto Taquari, Itiquira (Mato Grosso) e Rondonópolis(Sendo este o maior terminal intermodal da América Latina), e são responsáveis pelo escoamento de grande parte da produção agrícola do estado. Atualmente a ferrovia encontra-se em posse/concessão da América Latina Logística. O transporte ferroviário é pouco utilizado atualmente em Goiás - o Estado possui um trecho de linha férrea que interliga parte de Minas Gerais ao Sudeste de Goiás e um outro trecho que interliga o Sudeste Goiano à capital Goiânia passando por Senador Canedo, cidade na qual possui grande distribuidoras petrolíferas e abatedouros de grande porte junto a margem dessa ferrovia. Mas este quadro pode mudar, já que o Governo Federal começou as obras da Ferrovia Norte-Sul com grande parte já pronta em Goiás, despontando do recém criado Porto Seco de Anápolis em direção ao Tocantins lado norte e lado sul indo em direção a Minas Gerais. A Ferrovia Norte-Sul está em construção desde 1985. Já Mato Grosso do Sul é servido por duas linhas ferroviárias: a Estrada de Ferro Noroeste do Brasil e a Ferronorte.
A região dispõe, ainda, de muitos aeroportos, grandes e pequenos, devido ao seu imenso tamanho territorial. Em Brasília, o Aeroporto Internacional de Brasília. Em Goiás, os aeroportos mais importantes são o Aeroporto de Goiânia, o Aeroporto de Caldas Novas e o Aeroporto de Rio Verde. No Mato Grosso, os mais importantes são o Aeroporto Internacional de Cuiabá, o Aeroporto de Alta Floresta, o Aeroporto de Cáceres e o Aeroporto de Barra do Garças, entre outros. No Mato Grosso do Sul, os mais importantes são o Aeroporto Internacional de Campo Grande, o Aeroporto Internacional de Corumbá, o Aeroporto Regional de Dourados e o Aeroporto Regional de Bonito.
Beneficiado por apresentar rios de planície que facilitam a navegação, o Centro-Oeste tem na cidade de Corumbá o seu principal porto fluvial. Porém, a navegação fluvial, que já teve importância decisiva, vem perdendo a proeminência. Dois eixos fluviais compõem o estado do Mato Grosso do Sul, ambos pertencentes à Bacia do Rio da Prata. O Rio Paraguai integra o estado com os países vizinhos Paraguai e Argentina, e com Mato Grosso pelo porto de Cáceres. Os principais produtos transportados no rio são: minérios de ferro e de manganês, cimento, madeira, derivados de petróleo e gado em pé. No ano de 1999, essa hidrovia começou a transportar açúcar, partindo de Porto Murtinho. Os principais portos são os de Corumbá (Ladário e Esperança) e Porto Murtinho. Por fim, através do Rio Paraná que corre a Hidrovia Tietê-Paraná. Em Goiás, Há apenas uma hidrovia no Rio Paranaíba e o principal porto dela é o de São Simão que faz parte da Hidrovia Paraná-Tietê. No Mato Grosso, apesar dos rios que banham o estado apresentarem boas condições de navegação, as hidrovias em geral são menos utilizadas e envolvem polêmicas com questões ambientais e sociais, sendo que muitas obras encontram-se embargadas atualmente. As principais hidrovias são: Paraguai-Paraná, Rio das Mortes-Araguaia-Tocantins e Madeira-Amazonas

#### Turismo
O turismo vem se desenvolvendo rapidamente na região Centro-Oeste do Brasil, atraindo visitantes de várias partes do mundo. A região mais conhecida é o Pantanal, no Mato Grosso e Mato Grosso do Sul. Trata-se da maior planície inundável do mundo e uma das maiores bacias de sedimentação do planeta. Outros pontos de interesse são as chapadas, como a dos Guimarães, em Mato Grosso, e a dos Veadeiros, em Goiás. Há ainda Brasília, no Distrito Federal, marco da arquitetura e urbanismo modernos, é detentora da maior área tombada do mundo – 112,25 km² – e foi inscrita pela UNESCO na lista de bens do Patrimônio Mundial da Humanidade em 7 de dezembro de 1987, sendo o único bem contemporâneo a merecer essa distinção. Além de diversas outras regiões.
 Distrito Federal
O Distrito Federal é muito conhecido por abrigar Brasília, a capital do país. Patrimônio Mundial da Humanidade, Brasília, está entre os 10 melhores destinos turísticos  de arquitetura do mundo, sendo uma cidade moderna que além de centro político é um dos principais polos econômicos do país. A cidade recebe grandes eventos, e possui uma das maiores rede hoteleira do Brasil. É a maior cidade do mundo construída no século XX, tendo como alguns de seus principais pontos turísticos obras de Oscar Niemeyer.
 Goiás
O estado de Goiás é muito conhecido por suas belezas naturais. Entre elas, recebem destaque o Parque Nacional da Chapada dos Veadeiros e o Parque Nacional das Emas, que representam a conservação do cerrado. A prática de mergulho é realizada no Lago de Serra da Mesa. As águas termais são encontradas principalmente em Caldas Novas e Rio Quente. Quanto ao aspecto cultural, o patrimônio histórico pode ser encontrado em Pirenópolis, Goiás, Niquelândia e Corumbá de Goiás, que também possuem cachoeiras. Grutas existem praticamente em todas as cidades do Norte Goiano.
Destacam-se também a comunidade quilombola de Cavalcante e a comunidade exotérica de Alto Paraíso de Goiás. Em Ivolândia encontra-se a cidade de Pedra. A cidade de Paraúna também conta com formações rochosas. A cidade de Rio Verde possui diversos pontos turísticos.
A sua capital é Goiânia, uma cidade que possui em seu centro o maior acervo do estilo patrimonial em art déco no Brasil. Oferece atrativos culturais, além das feiras diárias e da Feira Hippie, aos domingos, a maior do gênero na América Latina.
No sudeste goiano, a atração é o Parque Nacional das Emas.
 Mato Grosso
O estado do Mato Grosso tem uma das entradas para o Pantanal na cidade de Poconé e também faz parte da Floresta Amazônica, destacando o Parque Estadual Cristalino. Sua capital é Cuiabá que hoje esta focada no turismo de negócios sendo destino de vários congressos e feiras de devido a sua ótima estrutura hoteleira e de centros de eventos.
A cidade de Chapada do Guimarães, distante 65 km da capital, é o principal destino dos turistas que vêm a Mato Grosso. O grande atrativo é a natureza exuberante formada por paredões com formações rochosas, grutas, mirantes e cachoeiras, que juntamente com a flora e a fauna, principalmente os pássaros, atraem muitos turistas brasileiros e estrangeiros. O Parque Nacional de Chapada dos Guimarães reúne todas essas atrações e tem uma boa infraestrutura com quiosques, restaurante, banheiros e guias para receber bem o turista.
A cidade de Nobres fica a 120 km de Cuiabá e disponibiliza rios de águas transparentes para a prática da flutuação onde pode-se observar diversas espécies de peixes.
Mais ao sul do estado, destacam-se os balneários de águas quentes naturais localizados nas cidades de Juscimeira e Jaciara, onde também está localizada a Cachoeira da Fumaça, complexo de rios e cachoeiras muito procurados para a prática do rafting.
 Mato Grosso do Sul
O estado do Mato Grosso do Sul é mundialmente conhecido por sua biodiversidade. Encontrada principalmente no Complexo do Pantanal e no Parque Nacional da Serra da Bodoquena.
Sua capital é Campo Grande e suas principais cidades turísticas são Bonito, Jardim e Bodoquena localizados no Parque Nacional da Serra da Bodoquena. Se destacam também as cidades de Corumbá, Aquidauana, Anastácio e Porto Murtinho no Complexo do Pantanal, Ponta Porã e Bela Vista na fronteira com o Paraguai, além das cidades de Rio Verde e Fátima do Sul.

## Economias estaduais
| Unidade federativa  | PIB             | % do PIB nacional | % do PIB regional | PIB por Capital |
| ------------------- | --------------- | ----------------- | ----------------- | --------------- |
| Distrito Federal    | 197.432 milhões | 8,6%              | 36,40%            | 69.216,80       |
| Goiás               | 165.015 milhões | 2,9%              | 30,41%            | 25.296,60       |
| Mato Grosso         | 101.235 milhões | 1,8%              | 18,65%            | 31.396,81       |
| Mato Grosso do Sul  | 78.950 milhões  | 1,4%              | 14,54%            | 30.137,58       |
| Região Centro-Oeste | 542.632 milhões | 9,38%             | 100%              | 35.653,48       |

### Economia por unidade federativa

#### Distrito Federal
A principal atividade econômica do Distrito Federal, provém da capital federal, Brasília, que resulta de sua função administrativa. Por isso seu planejamento industrial é estudado com muito cuidado pelo Governo do Distrito Federal. Por ser uma cidade tombada pelo IPHAN e que recebeu o Título de Patrimônio Cultural da Humanidade pela Unesco, a ocupação do território do Distrito Federal tem características diferenciadas para preservação da cidade. Assim, o Governo do Distrito Federal tem optado em incentivar o desenvolvimento de indústrias não poluentes como a de software, cinema, vídeo, gemologia, entre outras, com ênfase na preservação ambiental e na manutenção do equilíbrio ecológico, preservando o patrimônio da cidade.
A economia do Distrito Federal também está baseada na pecuária (criação de bovinos, suínos, equinos, asininos, muares, bubalinos, coelhos, ovinos, aves e apicultura); agricultura permanente (plantação de abacate, banana, café, goiaba, laranja, limão, mamão, manga, maracujá, tangerina, urucum e uva) e temporária (cultivo de abacaxi, algodão, alho, amendoim, arroz, batata-doce, batata-inglesa, cana-de-açúcar, cebola, feijão, mandioca, melancia, milho, soja, sorgo granífero, tomate e trigo); indústria alimentícia, pesqueira, extrativistas, de transformação, produção e distribuição elétrica e de gás, indústria de transporte e imobiliária; comércio e serviço. A pauta de exportação em 2012 foi baseada principalmente em Carne de Aves (64,04%) e Soja (8,24%).

#### Goiás
A composição da economia do estado de Goiás está baseada na produção agrícola, na pecuária, no comércio e nas indústrias de mineração, alimentícia, de confecções, mobiliária, metalurgia e madeireira. Agropecuária é a atividade mais explorada no estado. Estas tendências do estado pode ser exemplificada por sua pauta de exportações que, em 2012, se baseou em Soja (21,59%), Milho (12,17%), Farelo de Soja (9,65%), Minério de Cobre (8,51%) e Carne Bovina Congelada (7,90%).

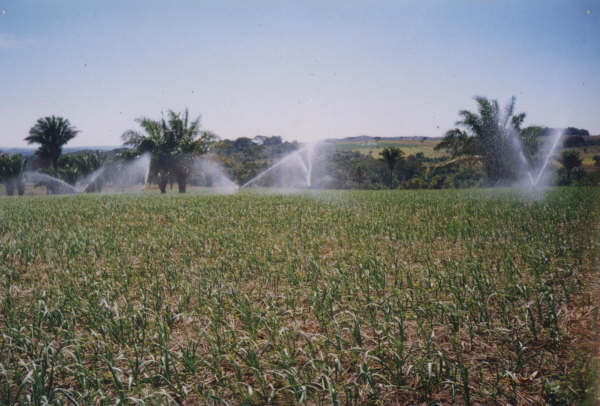
Plantação de Alho em Goiás.

A agropecuária é a atividade mais explorada no estado e umas das principais responsáveis pelo rápido processo de agro - industrialização que Goiás vem experimentando. Privilegiado com terras férteis, água abundante, clima favorável e um amplo domínio na tecnologia de produção, o estado é um dos grandes exportadores de grãos, além de possuir um dos maiores rebanhos do país.[carece de fontes?] A criação pecuária compreende 18,6 milhões de bovinos, 1,9 milhões de suínos, 49, 5 mil bufalinos, além de equinos, asininos (jumentos, mulas e burros), ovinos e aves. Detém o 3º maior rebanho de gado bovino do país. Em Goiás, a pecuária está experimentando crescimento extraordinário, fornecendo, além da produção do leite, outros derivados como carne, couro, lã e pele.[carece de fontes?]

#### Mato Grosso
Entre os 10 municípios mais ricos do Centro-Oeste, 8 são de Mato Grosso, com destaque para Alto Taquari, Campos de Júlio e Sapezal, que possuem os três maiores PIBs per capita da mesorregião, e Cuiabá, que é sede de 8 empresas de grande porte, mesma quantidade que Belém e Florianópolis e maior número que em Campo Grande. É um dos maiores estados em relação à exploração de minérios.
Atualmente, o crescimento na região de Sinop, Sorriso, Nova Mutum, Lucas do Rio Verde e Matupá se mostra um forte propulsor para o desenvolvimento econômico do estado, baseado na produção e venda de grãos. As exportações do estado se basearam, em 2012, em Soja (40,59%), Milho (17,70%), Farelo de Soja (16,42%), Algodão Cru (7,86%) e Carne Bovina Congelada (5,13%).

#### Mato Grosso do Sul
A principal área econômica do estado do Mato Grosso do Sul é a do planalto da Bacia do Paraná, com seus solos florestais e de terra roxa. Sua economia está baseada na produção rural (animal, vegetal, extrativa vegetal e indústria rural), indústria, extração mineral, turismo e prestação de serviços.
O estado possui um dos maiores rebanhos bovinos do país. Além da vocação agropecuária, a infra-estrutura econômica existente e a localização geográfica permitem ao estado exercer o papel de centro de redistribuição de produtos oriundos dos grandes centros consumidores para o restante da região Centro-Oeste e a região Norte do Brasil. Quanto a sua pauta de exportações, o Mato Grosso do Sul se destacou na venda para o exterior de açúcar in natura (17,26%), soja (16,96%), carne bovina congelada (10,37%), pastas químicas de madeira à soda ou sulfato (10,34%) e milho (9,99%).
Segundo dados da Secretaria de Estado de Finanças, Orçamento e Planejamento de Mato Grosso do Sul, do total de Imposto sobre Circulação de Mercadorias e Serviços arrecadado pelo estado, 52,7% provém do comércio, 23,7% da agropecuária, 17,2% de serviços e o restante vem da indústria.